# اداتوپراکپینار، پلاتلی
اداتوپراکپینار، پلاتلی (به لاتین: Adatoprakpınar, Polatlı) یک  Köy  در ترکیه است که در ankara province واقع شده‌است.